# Carlo Enrico Pasta
Carlo Enrico Pasta (Milano, 17 novembre 1817 – Milano, 31 agosto 1898) è stato un compositore italiano.

## Biografia
Figlio di Giuseppe Pasta e Giuseppina Puricelli, inizia gli studi musicali a Milano, sua città natale, per portarli a termine presso il Conservatoire de Paris, dove si diploma in armonia nel 1844.
Nel 1849 compone a Roma, per le parole del patriota Federico Seismit-Doda, la canzone La Romana, che diviene presto popolarissima soprattutto fra i difensori della Repubblica Romana. Nel 1850 inizia a lavorare a Torino, dove compone l'ouverture Sinfonia, una polka per la danzatrice Amalia Ferraris e il melodramma I Tredici.
Tra il 1851 e il 1855 è direttore musicale dell'8º Reggimento fanteria Savoia e inizia a comporre La Fonda (o Il Castello di San Germano) con libretto di Francesco Guidi, che non andrà mai in scena.
Nell'agosto del 1855 si trasferisce a Lima, in Perù, dove diventa insegnante di pianoforte e canto, direttore d'orchestra e dove fonda la Sociedad Filarmónica de Lima, proseguendo la sua attività di compositore per il teatro d'opera. Le sue zarzuelas El loco de la guardilla (14 febbraio 1863), La cola del diablo (3 ottobre 1863), El pobre indio (8 marzo 1868) e Por un inglés (nota anche con il titolo Una taza de te, 5 maggio 1870) rimangono in cartellone per diversi anni.
Nel 1867 porta a termine la prima zarzuela peruviana moderna, il Rafael Sanzio, creata congiuntamente con il drammaturgo Juan Cossio. L'opera, che va in scena l'11 aprile 1867, ha grande successo e i due iniziano a lavorare al Placeres y dolores, opera basata su un soggetto peruviano e su tipicismi della musica popolare locale. Questo progetto viene però abbandonato a causa della repressione della ribellione indigena di Huancané, ma nel 1868 viene pubblicato El pobre indio (libretto di Juan Cossio e Juan Vicente Camacho) che viene considerata la prima manifestazione artistica dell'indigenismo politico.
Nel 1871 dà alla luce La fronda, acclamata come prima opera italiana composta di Perù.
Nel 1872, dopo essere rientrato in Italia, annuncia il lavoro su una nuova opera, Atahualpa, su libretto di Antonio Ghislanzoni, che va in scena il 23 novembre 1875 al Teatro Paganini di Genova e nel 1877 a Lima (11 gennaio) e al Teatro dal Verme di Milano (26 settembre). 
Nel 1887-1888 viene costretto da alcune difficoltà economiche a rientrare a Lima, dove però, a causa delle diverse esigenze artistiche e condizioni economiche, non riesce a trovare valorizzazione per il suo lavoro. Torna quindi in Italia, dove nel 1891 vince una medaglia del secondo concorso della canzone lombarda. Cinque anni dopo a Lima viene organizzato un concerto per fornire un aiuto finanziario al compositore ormai in ristrettezze economiche. Lo stesso muore nel 1898 a Milano.

## Opere
- La Romana, testo di Federico Seismit-Doda, 1849 (canzone)
- I Tredici, testo di Giorgio Giachetti, 1851
- El loco de la guardilla, 1863
- La cola del diablo, 1863
- El pobre indio, 1868
- Por un inglés, 1870
- La fronda, 1872
- Atahualpa, testo di Antonio Ghislanzoni, 1875